# Møbelarkitekt
En møbelarkitekt tegner møbler til boliger, kontorer og institutioner. Indtil midten af det 20. århundrede blev mange møbler fremstillet håndværksmæssigt af snedkerlaugsmestre, i dag fremstilles de fleste møbler på fabrikker.
En række af de kendeste danske møbler er blevet projekteret på en bygningstegnestue til brug i en foreliggende byggeopgave og derefter overført til den almindelige møbelhandel.
Arne Jacobsens tegnestue, der arbejder med store og små byggeopgaver, møbler, tekstiler og industrielt fremstillede brugsting, er et godt eksempel på en sådan designvirksomhed.

## Danske møbelarkitekter
| - Nicolai Abildgaard, 1743-1809 - Rigmor Andersen, 1902-1996 - Jens Ammundsen, 1944- - Gunnar Aagaard Andersen, 1919-1982 - Torben Bay, 1975- - Niels Bendtsen, 1943- - Annelise Bjørner, 1932- - Ove Boldt, 1905-1969 - Per Borre, 1946- - Erik Buck, 1923-1972 - Flemming Busk, 1967- - Poul Cadovius, 1911-2011 - Louise Campbell, 1970- - Poul Christiansen, 1855-1933 - Erling Christoffersen, 1953- - Ebbe Clemmensen, 1917-2003 - Karen Clemmensen, 1917-2001 - Vilhelm Dahlerup, 1836-1907 - Hans Dall, 1937-2009 - Nanna Ditzel, 1923-2005 - Povl Bjerregaard Eskildsen, 1954- - Preben Fabricius, 1931-1984 - Johannes Foersom, 1947- - Knud Friis, 1926-2010 - Jørgen Gammelgaard, 1938-1991 - Niels Gammelgaard, 1944- - Ebbe Gehl, 1942- - Ole Gjerløv-Knudsen, 1930- - Kaj Gottlob, 1887-1976 - Andreas Hansen, 1936- - Christian E. Hansen, 1874-1954 - Fritz Hansen, 1847-1902 - Heinrich Hansen, 1821-1890 - Roald Steen Hansen, 1942- - Søren Hansen, 1905-1977 - Gunvor Haugesen, 1939-1995 | - Niels Jørgen Haugesen, 1936-2013 - Piet Hein 1905-1996 - Frits Henningsen, 1889-1965 - Poul Henningsen, 1894-1967 - Anders Hermansen, 1960- - Stephan B. Hertzog, 1969- - Ole Hervit, 1930- - G.F. Hetsch, 1788-1864 - Peter Hiort-Lorenzen, 1943- - Niels Hvass, 1958- - Knud Holscher, 1930- - Søren Holst, 1947- - Alfred Homann, 1948- - Arne Hovmand-Olsen, 1919-1989 - Poul Hundevad, 1917-2011 - Christian Hvidt, 1946- - Flemming Hvidt, 1944- - Peter Hvidt, 1916-1986 - Jørgen Høj, 1925- - Hans Isbrand, 1941- - Lise Isbrand, 1942- - A.J. Iversen, 1888-1979 - Arne Jacobsen, 1902-1971 - Vagn Jacobsen, 1932-2013 - Hans Sandgren Jakobsen, 1963- - Jacob Jensen, 1926-2015 - Grete Jalk, 1920-2005 - Finn Juhl, 1912-1989 - Erik Ole Jørgensen, 1925-2002 - Arne Karlsen, 1927- - Edvard Kindt-Larsen, 1901-1982 - Tove Kindt-Larsen, 1906-1994 - Poul Kjærholm, 1929-1980 - Kaare Klint, 1888-1954 - Mogens Koch, 1898-1992 - Søren Koch, 1932-2012 | - Erik Krogh, 1942- - Mogens Lassen, 1901-1987 - J.C. Lillie, 1760-1827 - Dan Ljungar, 1966- - Ernst Lohse, 1944-1994 - Aksel Bender Madsen, 1916-2000 - Cecilie Manz, 1970- - Grethe Meyer, 1918-2006 - Børge Mogensen, 1914-1972 - Elmar Moltke Nielsen, 1924-1997 - Peder Moos, 1906-1991 - Orla Mølgaard-Nielsen, 1907-1993 - Søren Nissen, 1944- - Anders Nørgaard, 1958- - Ole Palsby, 1935- - Verner Panton, 1926-1998 - Bernt Petersen, 1937-2017 - Søren Ulrik Petersen, 1961- - Børge Rammeskow, 1911-2009 - Anton Rosen, 1859-1928 - Kasper Salto, 1967- - Frits Schlegel, 1896-1965 - Magnus Stephensen, 1903-1984 - Christina Strand, 1968- - Dan Svarth, 1942- - Johnny Sørensen, 1944- - Rud Thygesen, 1932- - Jørn Utzon, 1918-2008 - Ole Wanscher, 1903-1985 - Kristian Vedel, 1923-2003 - Hans J. Wegner, 1914-2007 - Poul M. Volther, 1923-2001 - Illum Wikkelsø, 1919-1999 - N.O. Møller, 1920-1982 - Vilhelm Wohlert, 1920-2007 |